# Lambrusco Grasparossa
Lambrusco Grasparossa ist eine Rotweinsorte, die eine von vielen Varietäten aus der Familie der Lambruscos ist. Sie wird für perlenden Rot- und Roséwein (Frizzante oder Perlwein) in der italienischen Region Emilia-Romagna verwendet. 

## Herkunft
Sie ist eine autochthone Rotweinsorte von Italien. Sie gilt als die am aromatischsten schmeckende der zahlreichen Lambrusco-Sorten.
Laut DNA-Analysen (2005) wurden die früher als eigenständig geltenden Lambrusco Grasparossa und Lambrusco di Castelvetro als identisch erkannt.

## Verbreitung
Die Sorte ist hauptsächlich in der Provinz Reggio Emilia weit verbreitet, wird aber auch in Bologna, Mantua und Parma angebaut. 
Die bestockte Fläche betrug 2010 in Italien 2726 ha, weltweit 2738 ha.

## Ampelographische Sortenmerkmale
- Die Triebspitze ist offen. Sie ist weißwollig behaart. Die grünen Jungblätter sind spinnwebig behaart und bronzefarben gefleckt (Anthocyanflecken).
- Die mittelgroßen Blätter (siehe auch den Artikel Blattform) sind dreilappig oder ungelappt und kaum gebuchtet. Die Stielbucht ist V-förmig offen. Das Blatt ist stumpf gezahnt. Die Zähne sind im Vergleich der Rebsorten groß. Die Blattoberfläche (auch Spreite genannt) ist kaum blasig. Im Herbst färbt sich das Laub rötlich.
- Die meist kegelförmige Traube ist meist geschultert, mittelgroß und lockerbeerig. Die ovalen Beeren sind mittelgroß und von bläulich-schwarzer Farbe. Die Schale der Beere ist ausgesprochen stark und fest.

Reife: ca. 35 Tage nach dem Gutedel und ist damit spät reifend. In der Emilia-Romagna wird das Lesegut Ende September bis Anfang Oktober eingeholt. 

## Eigenschaften
Die wüchsige Sorte liefert gleichmäßig hohe Erträge, da die Sorte aufgrund der starken Beerenschale sehr krankheitsresistent ist.

## Wein
Die Weine sind tannin-, alkohol- und körperreich und besitzen intensive Aromen. Verwendet werden sie für Stillweine und Schaumweine.

## Synonyme
Agraguscia, Agroguscia, Graspa Rossa, Grasparossa, Groppello Grasparossa, Lambrusca di Castelvetro, Lambrusco di Spezzano, Refosca, Scorza Amara, Scorzamara.